# FA Women's Championship
De FA Women's Championship is het tweede niveau van het Engelse vrouwenvoetbal. De competitie staat onder leiding van de Engelse voetbalbond, de FA.

## Competitie
De eerste zes jaargangen van de competitie speelden zich af tijdens de zomermaanden, maar in 2017 werd de omslag gemaakt naar een wintercompetitie met een halve competitie ter overbrugging. In september 2017 startte de eerste jaargang die - net als bij de mannen - van herfst tot lente wordt gespeeld.

## Seizoen 2022/23

### Clubs seizoen 2022/23
| Team                  | Locatie        | Stadion                        | Capaciteit | Resultaat 2021/22 |
| --------------------- | -------------- | ------------------------------ | ---------- | ----------------- |
| Birmingham City       | Birmingham     | St. Andrew's Stadium           | 29.409     | WSL, 12e          |
| Blackburn Rovers      | Bamber Bridge  | Sir Tom Finney Stadium         | 3.000      | 10e               |
| Bristol City          | Bristol        | Robins High Performance Centre | 1.500      | 3e                |
| Charlton Athletic     | Bexley         | The Oakwood                    | 1.180      | 5e                |
| Coventry United       | Coventry       | Butts Park Arena               | 4.000      | 1e                |
| Crystal Palace        | Bromley        | Hayes Lane                     | 5.000      | 4e                |
| Durham                | Durham         | Maiden Castle                  | 3.000      | 6e                |
| Lewes                 | Lewes          | The Dripping Pan               | 3.000      | 8e                |
| London City Lionesses | Dartford       | Princes Park                   | 4.100      | 2e                |
| Sheffield United      | Sheffield      | Bramall Lane                   | 32.050     | 7e                |
| Sunderland            | Hetton-le-Hole | Eppleton CW                    | 2.500      | 9e                |
| Southampton           | Southampton    | St. Mary's Stadium             | 32.384     | WNL South, 1e     |

## Landskampioenen
| Seizoen | Kampioen                | Tweede                  | Derde             | Topscorer                                              | Goals |
| ------- | ----------------------- | ----------------------- | ----------------- | ------------------------------------------------------ | ----- |
| 2014    | Sunderland              | Doncaster Rovers Belles | Reading           | Fran Kirby, Reading                                    | 24    |
| 2015    | Reading                 | Doncaster Rovers Belles | Everton           | Courtney Sweetman-Kirk, Doncaster Rovers Belles        | 20    |
| 2016    | Yeovil Town             | Bristol City            | Everton           | Iniabasi Umotong, Oxford United Jo Wilson, London Bees | 13    |
| 2017¹   | Everton                 | Doncaster Rovers Belles | Millwall          | Courtney Sweetman-Kirk, Doncaster Rovers Belles        | 9     |
| 2017/18 | Doncaster Rovers Belles | Brighton & Hove Albion  | Millwall          | Jessica Sigsworth, Doncaster Rovers Belles             | 15    |
| 2018/19 | Manchester United       | Tottenham Hotspur       | Charlton Athletic | Jessica Sigsworth, Manchester United                   | 17    |
| 2019/20 | Aston Villa             | Sheffield United        | Durham            | Katie Wilkinson, Sheffield United                      | 15    |
| 2020/21 | Leicester City          | Durham                  | Liverpool         | Katie Wilkinson, Sheffield United                      | 19    |
| 2021/22 | Liverpool               | London City Lionesses   | Bristol City      | Abi Harrison, Bristol City                             | 17    |
| 2022/23 |                         |                         |                   |                                                        |       |

¹ Geen volledige competitie vanwege omschakeling naar najaar-voorjaar cyclus. Wordt niet als officieel kampioenschap geteld.